# Авілла-Біч (Каліфорнія)
Авілла-Біч (англ. Avila Beach) — переписна місцевість (CDP) в США, в окрузі Сан-Луїс-Обіспо штату Каліфорнія. Населення — 1576 осіб (2020).

## Географія
Авілла-Біч розташована за координатами 35°11′57″ пн. ш. 120°43′15″ зх. д. / 35.19917° пн. ш. 120.72083° зх. д. (35.199277, -120.720698).  За даними Бюро перепису населення США в 2010 році переписна місцевість мала площу 15,61 км², з яких 15,57 км² — суходіл та 0,05 км² — водойми.

## Демографія
Згідно з переписом 2010 року, у переписній місцевості мешкало 1627 осіб у 842 домогосподарствах у складі 471 родини. Густота населення становила 104 особи/км².  Було 1093 помешкання (70/км²).
Расовий склад населення:
| - 92,6 % — білих - 2,0 % — азіатів - 0,8 % — чорних або афроамериканців - 0,4 % — корінних американців - 2,1 % — осіб інших рас |

До двох чи більше рас належало 2,0 %. Частка іспаномовних становила 6,8 % від усіх жителів.
За віковим діапазоном населення розподілялося таким чином: 11,2 % — особи молодші 18 років, 57,5 % — особи у віці 18—64 років, 31,3 % — особи у віці 65 років та старші. Медіана віку мешканця становила 56,9 року. На 100 осіб жіночої статі у переписній місцевості припадало 91,4 чоловіків;  на 100 жінок у віці від 18 років та старших — 92,0 чоловіків також старших 18 років.
Середній дохід на одне домашнє господарство  становив 99 369 доларів США (медіана — 74 125), а середній дохід на одну сім'ю — 141 159 доларів (медіана — 99 125). За межею бідності перебувало 6,4 % осіб, у тому числі 0,0 % дітей у віці до 18 років та 0,0 % осіб у віці 65 років та старших.
Цивільне працевлаштоване населення становило 698 осіб. Основні галузі зайнятості: мистецтво, розваги та відпочинок — 13,3 %, будівництво — 10,5 %, фінанси, страхування та нерухомість — 9,9 %.